# Saccharum longisetosum
Saccharum longisetosum är en gräsart som först beskrevs av Nils Johan Andersson, och fick sitt nu gällande namn av V. Narayanaswami och Norman Loftus Bor. Saccharum longisetosum ingår i släktet Saccharum och familjen gräs. Inga underarter finns listade i Catalogue of Life.